# Urubamba (rijeka)
Urubamba (špa. Río Urubamba) je rijeka u Južnoj Americi, u Peruu. Urubamba izvire u Andama, jugoistočno od grada Cuzca, gdje se naziva Vilcanota (Rio Vilcanota), zatim teče Svetom Dolinom Inka između gradova Písac i Ollantaytambo gdje se naziva Wilcamayu (sveta rijeka), a nakon 724 km sutokom s rijekom Tambo formira rijeku Ucayali, koja je jedna od dvije glavne pritoka rijeke Amazone.
Urubamba se dijeli na Gornju (Alto Urubamba) i Donju Urubambu (Bajo Urubamba), odvojene 3 km dugim kanjonom Pongo de Mainique. Dok je područje uz Gornju Urubambu gušće naseljeno i sadrži brojna nalazišta iz vremena Inka uključujući i Machu Picchu, Donja Urubamba relativno je slabije naseljena s pripadnicima plemena Campa.  

## Vanjske poveznice
|  | Zajednički poslužitelj ima još gradiva o temi Urubamba (rijeka) |